# Círculo parhélico

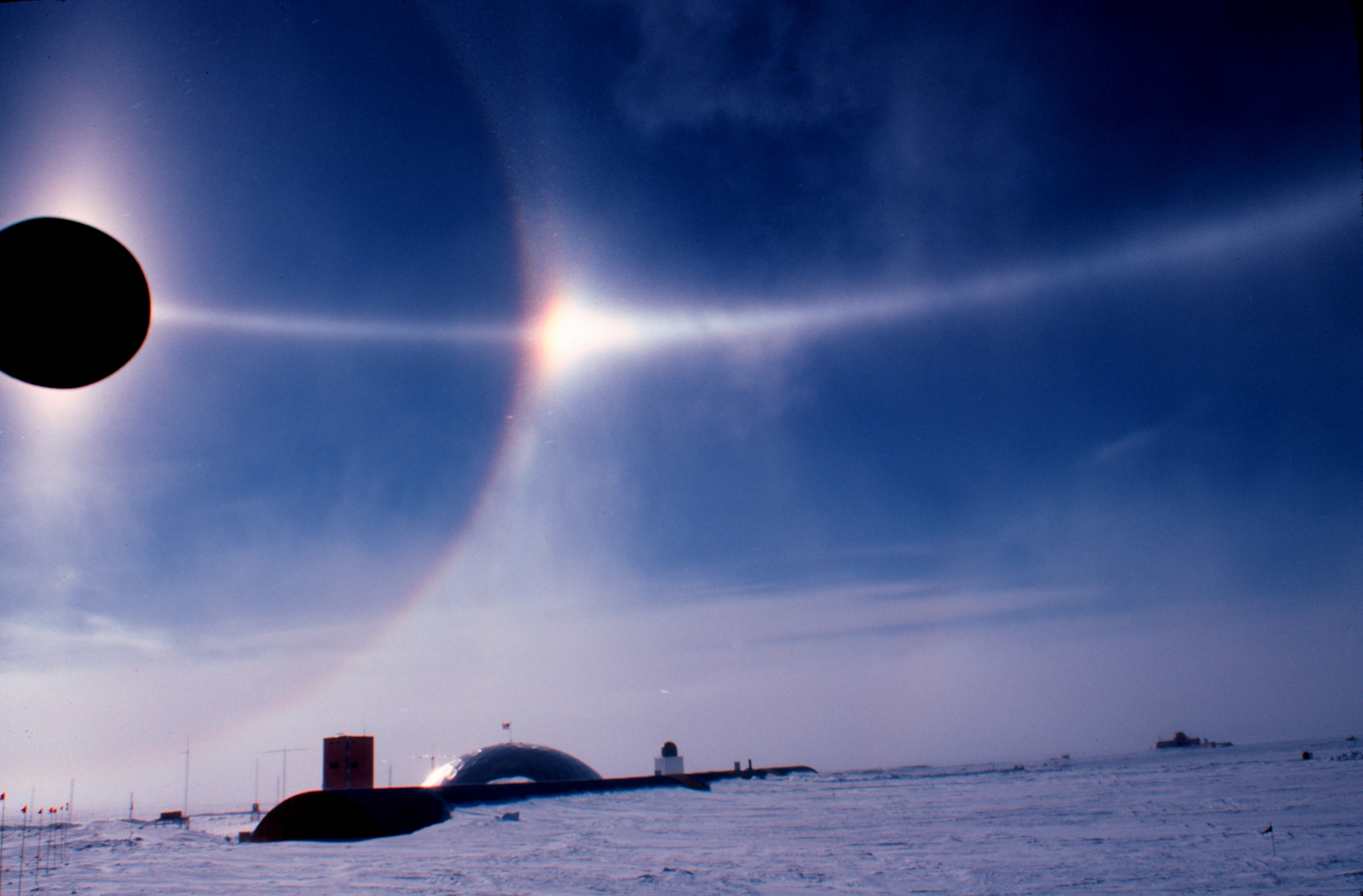
Un nítido círculo parhélico (línea horizontal) sobre la Estación del Polo Sur.
Foto: John Bortniak, NOAA, enero de 1979.

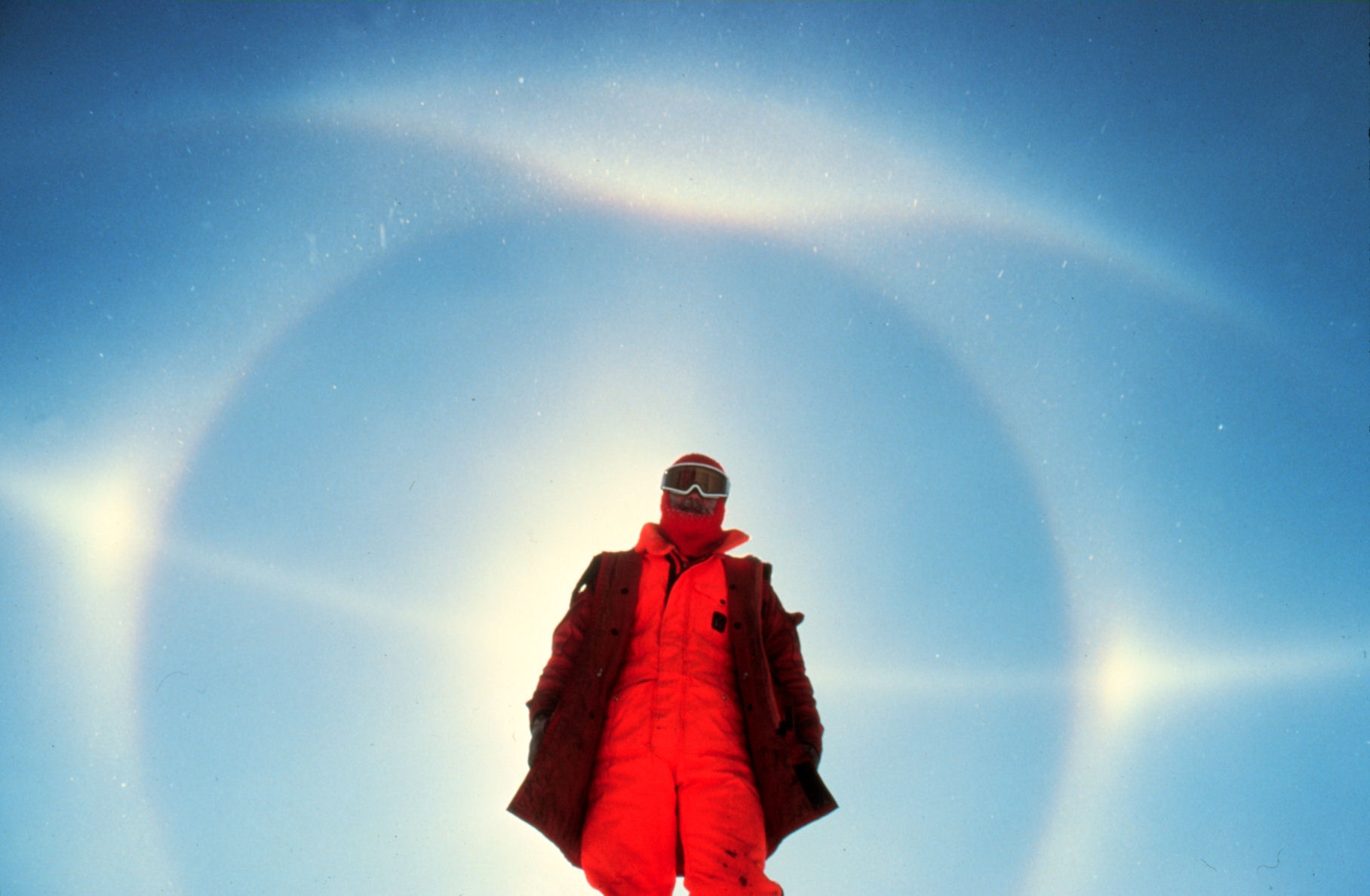
Se observa un espectáculo de halo sobre el Polo Sur. En la fotografía se muestran varios fenómenos distintos: un círculo parhélico (línea horizontal), un halo de 22° (círculo) con dos parhelios (puntos brillantes), un arco Parry y un arco tangente superior.
Foto: Cindy McFee, NOAA, diciembre de 1980.

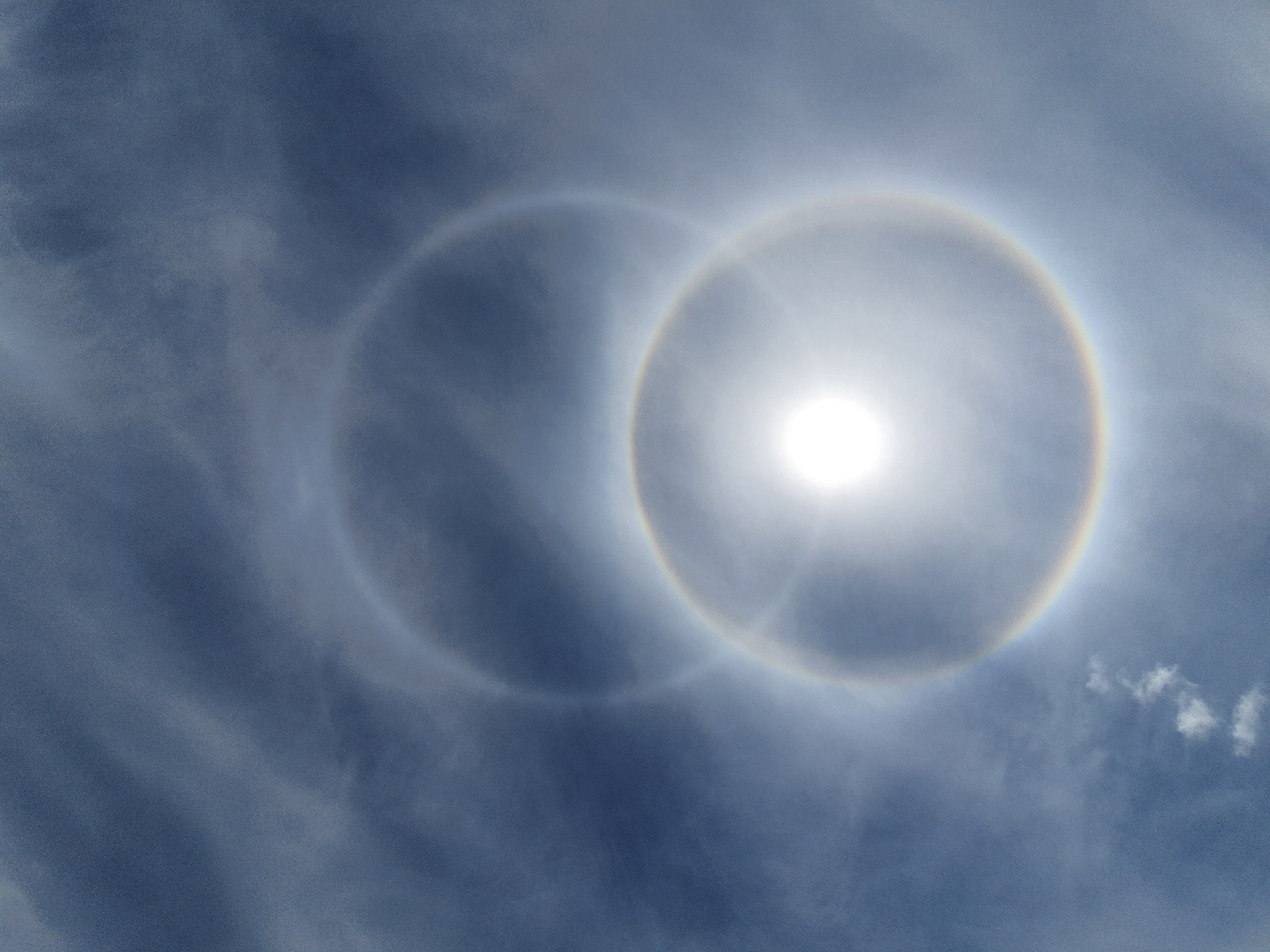
Halo solar de 22° con un círculo parhélico completo. Foto tomada con un Samsung S10 (lente gran angular) cerca de Zazid, Eslovenia, 19 de mayo de 2023.

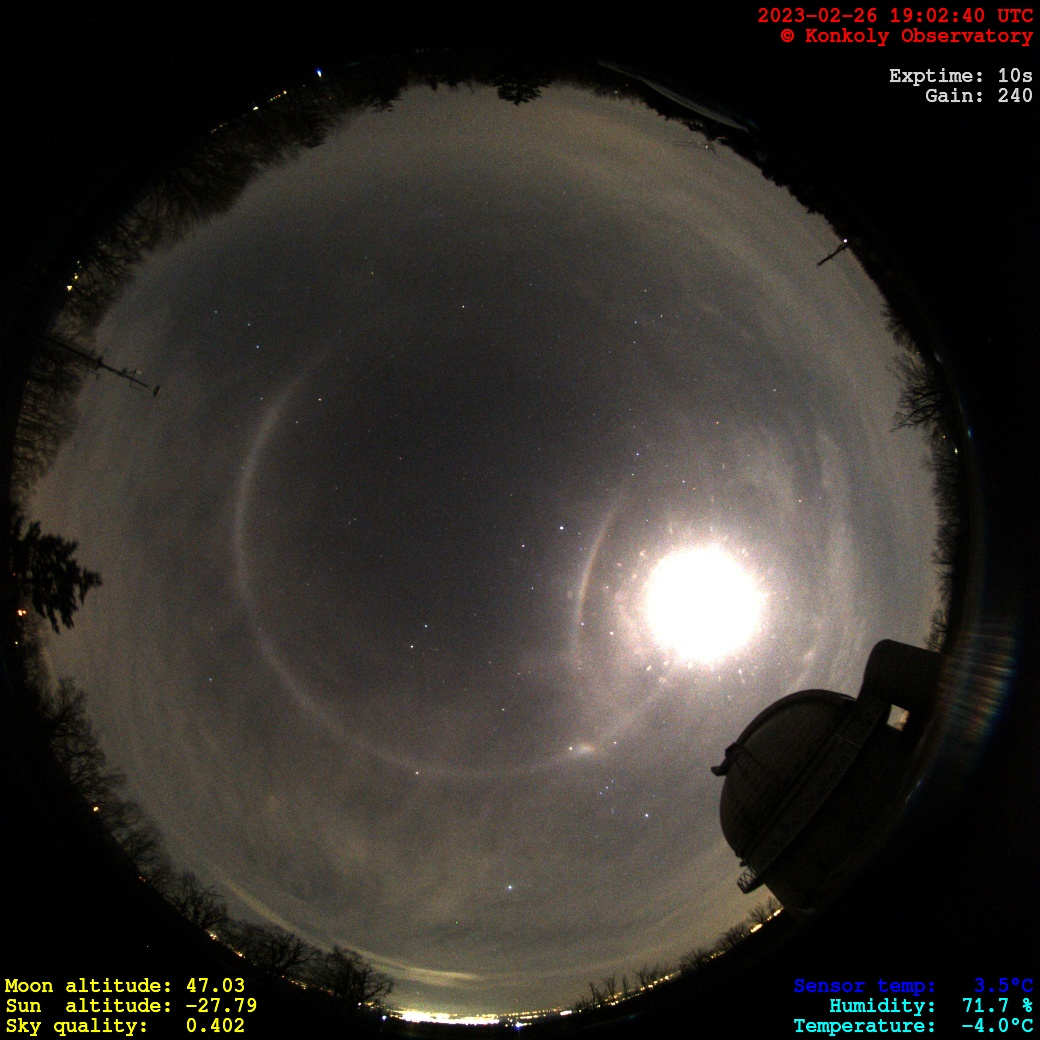
Un círculo paraselénico casi completo, junto con un halo lunar parcial de 22° y el paraselene oriental. La fotografía fue tomada por la cámara de cielo entero de la estación de montaña Piszkéstető, Observatorio Konkoly (Hungría), febrero de 2023.

Un círculo parhélico es un fenómeno óptico que aparece como una línea blanca horizontal a la misma altura que el Sol, o en algunos casos, la Luna. Aunque puede formar un anillo completo alrededor del cielo, generalmente solo se observa en secciones.Cuando se produce a partir de la luz de la Luna en lugar del Sol, se denomina círculo paraselénico.
Los círculos parhélicos, aunque menos frecuentes que los parhelios y los halos de 22°, suelen ser de color blanco debido a la reflexión de la luz. Sin embargo, cerca del parhelio de 120°, pueden mostrar tonos azulados o verdosos, mientras que en los bordes pueden aparecer con un tono rojizo o violeta intenso.
Los círculos parhélicos se forman cuando los rayos de luz solar se reflejan en cristales de hielo hexagonales verticales o casi verticales. La reflexión puede ser externa (p. ej., sin que la luz atraviese el cristal), lo que contribuye al círculo parhélico cerca del Sol, o interna (una o más reflexiones dentro del cristal), lo que crea gran parte del círculo lejos del Sol. Dado que un número creciente de reflexiones hace que la refracción sea asimétrica, se produce cierta separación de colores lejos del Sol.Los parhelios siempre están alineados con el círculo parhélico (pero no siempre con el halo de 22°).
La distribución de intensidad del círculo parhélico está dominada en gran medida por los rayos 1-3-2 y 1-3-8-2 (cf. la nomenclatura de W. Tape, es decir, 1 denota la cara hexagonal superior, 2 la cara inferior y 3-8 enumeran las caras laterales en sentido antihorario. Un rayo se representa por la secuencia en la que encuentra las caras del prisma). La primera trayectoria del rayo es responsable del halo de punto azul que se produce en un acimut.
{\displaystyle {\displaystyle \theta _{{\mathfrak {1}}{\mathfrak {3}}{\mathfrak {2}}}=2\arcsin \left(n\cos \left(\arcsin \left(1/n\right)\right)/\cos \left(e\right)\right)},} siendo n el índice de refracción del material (no el índice de refracción de Bravais para rayos inclinados). Sin embargo, muchas otras características estructuran el patrón de intensidad del círculo parhélico. Entre las características del círculo parhélico se encuentran la parhelia de Liljequist, la parhelia de 90° (probablemente inobservable), la parhelia de 90° de segundo orden (inobservable), la parhelia de 22° y otras.
Los círculos parhélicos artificiales se pueden realizar por medios experimentales utilizando, por ejemplo, cristales giratorios.